# ブリエン・テイラー
ブリエン・マッケイバー・テイラー（Brien McKeiver Taylor、1971年12月26日 - ）は、アメリカ合衆国ノースカロライナ州出身の元プロ野球選手（投手）。左投左打。
ノースカロライナ州ボーフォートで生まれ、イーストカーテレット高校に通い、全米屈指の左腕投手として名を馳せた後に1991年のメジャーリーグドラフトでニューヨークヤンキースの1巡目で全体1位として指名された。
マイナーリーグでの2シーズン目のオフに起きた乱闘騒ぎで肩を負傷した。
その後復帰はしたものの負傷以前のような活躍はできず、キャリアを通じてダブルA以上でプレーすることなく2000年シーズンを最後に現役を引退した。
2020年シーズン終了時点でドラフト全米1位指名されながらも一度もメジャーに昇格することなく引退した選手は、1966年の全体1位指名だったスティーブ・チルコットとテイラーの2人のみ、トリプルA以上に昇格できなかったのはテイラーのみである。

## プロ入り以前
ブリエン・テイラーは1971年12月26日にノースカロライナ州ボーフォートで、レンガ積み職人として働いていた父ウィリー・レイと、地元の水産加工工場でカニの解体をしていた母ベッティーの4人の子供の内の次男（第二子）として生まれた。ブリエン（Brien）の名前は26歳でガンで死去したプロフットボール選手のブライアン・ピッコロ（Brian Piccolo）を題材とした映画「ブライアンズ・ソング」にちなんで名付けられた。
テイラーは地元のイースト・カーテレット高校に通い、学校の野球チームでプレーした。テイラーはしばしば98〜99mphに達する速球を武器に29勝6敗、防御率1.25、88イニングで213奪三振、28与四球を記録し、全米屈指の高校生左腕投手として知られた。

## MLBドラフト・契約
ニューヨーク・ヤンキースはテイラーを1991年のMLBドラフトで1巡目、全米1位として指名した。
なお、クリーブランド・インディアンスは1巡目、全体13位でマニー・ラミレスを指名し、入団している。
ヤンキースは当初、テイラーに契約金として30万ドルを提示した。これは、前年の全体1位だったチッパー・ジョーンズの契約金が27万5000ドルであり、同年に指名された契約金最高額且つ歴代最高額の選手でも全体2位で指名された大卒外野手のトニー・クラークと全体14位で指名された高卒投手のトッド・ヴァン・ポッペルに対する50万ドルと当時の全米ドラフト1位選手に対する一般的な金額だった。
しかし、代理人のスコット・ボラスはテイラーに前年のヴァン・ポッペルがテキサス大学の奨学金のオファーがあることを利用して、「契約しなければ大学に進学する」と宣言したことで全体14位でも50万ドルという破格の契約金（この前年である1989年の契約金の最高額は全体1位のベン・マクドナルドの35万ドルであり、20万ドルを超えた選手もマクドナルドを含めて3人のみ）を勝ち取ったことを教えた。テイラーはボラスの教えに従って「ヤンキースが契約しなかった場合、（地元ノースカロライナ州内にある2年制短大の）ルイスバーグ・カレッジに通う」と宣言し、ボラスはヤンキースにテイラー側の契約金120万ドルという前代未聞の条件を受け入れるように迫った。
これについて当時リーグから職務停止処分を言い渡されていたヤンキースのオーナーであるジョージ・スタインブレナーはメディアを通じて、「（テイラーと契約できなければ）彼ら（球団幹部やスカウト）は撃たれるべきだ」という金額度外視でも契約を優先するべきという考えを示唆するコメントを発表した。結局、ヤンキースはテイラーと新学期が始まる前日、すなわち交渉期限当日の8月26日に当初のテイラー側の要求を上回る契約金155万ドルで契約した。
これは同年のドラフトで指名された選手の契約金第2位の選手（ショーン・グリーンの72万5000ドル）の倍以上で最高額だったと同時に、新人選手の契約金が100万ドルを超えた史上初のケースとなった。それと同時に現在に至るまでの契約金高騰の先鞭を付けた形となった。

## プロ野球選手時代
ヤンキースは当初、ニューヨーク・メッツがドワイト・グッデンに行ったように、テイラーをなるべく早くメジャーに昇格させるためにマイナーで飛び級も辞さないスピードで育成することを計画していた。しかし、コーチ陣が一塁へのベースカバーなどの守備の向上が必要であると判断したため、最終的にはメジャーリーグデビューを早めないことを選択した。
ベースボールアメリカ誌は1992年シーズン開幕前にテイラーをプロとして一度もプレーしていないにもかかわらず全米プロスペクトランキング第1位に選出した。
ヤンキースはテイラーをクラスAアドバンストのフォートローダーデール・ヤンキースに配属した。フォートローダーデールでのテイラーはオセオラ・アストロズ戦では6イニングを投げて2失点、9奪三振、9月のウエストパームビーチ・エクスポス戦では6イニングを投げて被安打2、無失点、12奪三振という前評判通りの高いパフォーマンスを見せた。シーズンでは 6勝8敗、防御率2.57、161.1イニングを投げて187奪三振を記録した。
1993年にテイラーはダブルAオールバニー＝コロニー・ヤンキースに昇格した。ヤンキースの首脳陣はテイラーの速球はメジャーリーグでも十分通用すると感じていたため、カーブボールを習得するように指示した。また、シーズン開幕前にベースボールアメリカ誌は全米プロスペクトランキングトップ100でテイラーをチッパー・ジョーンズに次ぐ第2位に選出した。この年テイラーは13勝7敗、防御率3.48、163イニングを投げて150奪三振を記録した一方で、イースタンリーグ最多の102与四球も記録した。
1993年シーズン終了時点でテイラーは翌94年開幕からAAA級インターナショナルリーグのコロンバス・クリッパーズに昇格し、スプリングトレーニングはヤンキースの招待選手として参加する予定となっていた。そして遅くとも1995年シーズン開幕時点でのメジャー昇格を期待されていた。1993年シーズン終了後、ヤンキースはテイラーを基礎能力向上に取り組ませるために教育リーグに参加することを指示した。しかしテイラーはこれを拒否し、代わりにノースカロライナの自宅に戻ることを選択した。
1993年12月18日、テイラーは乱闘中に左肩を負傷した。ニューヨーク・タイムズ紙は、「ブリエン・テイラーと兄のブレンデンがノースカロライナ州ハーロウでロン・ウィルソンという男と喧嘩した」と報じた。
負傷の経緯
1. ブレンデンがウィルソンとの乱闘中に頭に裂傷を負った。
2. ブリエンがそのことに気づき、従兄弟と共にウィルソンのトレーラーハウスに向かった。
3. そこでウィルソンとその友人のジェイミー・モリスと鉢合わせた。
4. ブリエンはモリスと口論になったがエスカレートして乱闘となった。ブリエンがモリスを殴打しようとした際に失敗し、転倒して肩を強く打ちつけた[13]。

ウィルソンも「ブリエン・テイラーはモリスを殴打しようとしたが失敗したために怪我をした」と述べている。
乱闘の記事が公表された数時間後、ボラスは記者団に「テイラーの負傷はただの打撲傷である」と語った。しかし、ヤンキースはテイラーにフランク・ジョーブ医師を訪ねるように手配した。診断したジョーブはテイラーの怪我を「自分が診た中で最悪の怪我の1つ」と発言した。
翌週、ジョーブは左肩の関節包と肩甲骨関節唇断裂の再建手術を行った。この影響でテイラーは1994年シーズンを全休することとなった。なお、手術が行われた時点でシーズン全休が決定的だったにもかかわらず、シーズン開幕前に発表されたベースボールアメリカ誌による全米プロスペクトランキングトップ100では前年度の2位から順位を下げたものの18位に選出されている。
テイラーは1995年にルーキークラスのガルフコースト・ヤンキースで復帰した。しかし手術後、自身最大の武器だった速球の球速が8mphも失われ、さらにストライクゾーンにカーブを投じることもできなくなってしまった。その結果、このシーズンは2勝5敗、防御率6.08、そして40イニングで54与四球を記録した。
ヤンキースはテイラーを1996年シーズンはダブルAノーウィッチ・ナビゲータースに昇格させる予定だったが、テイラー自身は春季トレーニングでコントロールに苦労し続けた。 当時についてテイラーは「人生で一度もボールを持ったことがないかのような感じがしていた」と語っている。1996年はシーズン通じてシングルAグリーンズボロ・バッツで過ごし、9試合に登板して0勝5敗、16.1イニング投げて防御率18.73を記録した。これを受けてヤンキースは40人ロースターからテイラーを外した。
40人ロースターから外れて以降もテイラーは2シーズンに亘ってグリーンズボロに所属した。 1997年は8試合に登板して1勝4敗、27イニング投げて防御率14.33を記録した。1998年にはリリーフに転向して13試合に登板して0勝1敗、防御率9.59を記録した。1998年シーズン終了後にヤンキースはテイラーを解雇した。
1999年はシアトル・マリナーズとマイナー契約し、マリナーズのエクステンデッド・スプリングトレーニング（負傷などで調整が遅れたダブルA以上の選手や、シーズンが6月に開幕するショートシーズンシングルA以下の選手などが参加するスプリングトレーニング終了後に行われるトレーニングキャンプ。ショートシーズンシングルA以下の選手の場合はどのクラスに配属するのが適当かを審査される場でもある）に参加した。しかし故障のために「シーズンに参加するのは不適格」と見做されてシングルA開幕前の6月に解雇された。
1999年のシーズン終了後、クリーブランド・インディアンスはテイラーと契約を結び、2000年はクラスAのコロンバス・レッドスティックスに所属した。コロンバスでは5試合に登板し、2.2イニングで被安打5、9与四球、防御率27.00を記録した。
このシーズンを最後に野球選手を引退した。通算では100試合に登板して22勝30敗、防御率5.12、425奪三振だった。

## 引退後
引退後、テイラーは5人の娘と共にノースカロライナ州ローリーに移った。そこではUPSの集荷係として働き、その後ビールの販売業者に転職した。 更に2006年までに実家に戻り、父親と共にレンガ積み職人として働いた。
しかし2012年3月、テイラーが数か月にわたって売人（正体は覆面麻薬捜査官）から大量のコカインとクラックコカインを購入したことからコカインの所持で逮捕、起訴された。これに加えて同年6月にはコカインの密売容疑で起訴された。
テイラーは2012年8月に有罪を認め、懲役50か月の刑を言い渡された。3年間の服役後、2015年9月12日に釈放された。

## 選手としての評価
- テイラーの代理人を務めたスコット・ボラスは現役中も自身の顧客であることから称賛していたが、テイラー引退後の2006年にも「ブリエン・テイラーは今でも私が見た中で最高の高校生投手である。あのような投手は今まで見たことがなかった」と絶賛している[14]。